# Karl Wilhelm Gottlieb von Köstlin
Karl Wilhelm Gottlieb Köstlin, ab 1850 von Köstlin (* 11. Februar 1785 in Nürtingen; † 11. November 1854 in Tübingen), war ein deutscher evangelischer Theologe, Professor und Ephorus am Evangelisch-theologischen Seminar in Urach (Württemberg).

## Leben und Wirken
Gottlieb Köstlin war der zweite überlebende Sohn des Nürtinger Diakons, nachmaligen Dekans und (Ehren-)Prälaten Nathanael Köstlin und der Sibylle Friederike Cless (1751–1824). Er begann bereits 1797 seine theologische Laufbahn am Seminar in Blaubeuren, wechselte zwei Jahre später nach Bebenhausen und bezog im Jahr 1801 als Stipendiat des Evangelischen Stifts die Universität Tübingen zum Studium von Philosophie und Theologie. Hier gehörten Christian Friedrich Schnurrer, Jakob Friedrich Abel, Friedrich Gottlieb Süskind, aber auch Karl Friedrich Kielmeyer zu seinen Lehrern. 1803 erwarb er den Magistergrad. Nach den üblichen Vikariaten kam Köstlin 1810 als Repetent ans Tübinger Stift zurück. Den Sommer 1811 verbrachte er in Landshut und München bei seinem Cousin, dem Philosophen Friedrich Wilhelm Joseph Schelling. Er machte die Bekanntschaft bedeutender Gelehrter, darunter des Theologen und späteren Bischofs von Regensburg Johann Michael Sailer sowie des Philosophen Friedrich Heinrich Jacobi. Sein Gönner, der Universitätscurator Karl August von Wangenheim, ermöglichte ihm von Mai bis Oktober 1812 einen Studienaufenthalt in Paris. Hier beschäftigte sich Gottlieb Köstlin zwar auch mit orientalischen Handschriften, aber mehr noch mit Naturwissenschaften, seinem Steckenpferd. Mehrfach war er bei dem berühmten Orientalisten Silvestre de Sacy zu Gast, pflegte freundschaftlichen Umgang mit Georges Cuvier und hatte Audienz bei Alexander von Humboldt. 
In die Heimat zurückgekehrt wurde Köstlin 1813 Diakon (zweite Pfarrstelle) in Bietigheim, doch trat er erst vier Jahre später in den Stand der Ehe mit Johanne Luise Süskind (1796–1874), einer Tochter seines akademischen Lehrers. Im Jahre 1818 wechselte Köstlin als Erster Professor an das neu geschaffene Evangelisch-theologische Seminar nach Urach, wo sein Vater seit 1808 als Dekan amtierte. Im Jahr 1843 erhielt er den Titel und Rang eines ordentlichen Universitätsprofessors, 1846 wurde er Ephorus (Direktor) dieser Anstalt. Ereignisse der Revolution von 1848 führten 1850 zur Enthebung Köstlins von der Geschäftsführung des Ephorats, jedoch unter Beibehaltung seines Titels und Gehalts nebst Ernennung zum Ritter des Ordens der Württembergischen Krone, womit der persönliche Adel verbunden war. Vier Jahre später erfolgten Pensionierung und Übersiedlung nach Tübingen zu seinem Sohn Karl Reinhold von Köstlin. Dort starb er infolge einer Nervenkrise bereits am frühen Morgen des 11. November 1854. Zwei Tage später wurde Gottlieb Köstlin auf dem Tübinger Stadtfriedhof beigesetzt. Sein neugotisches Grabmal schmückt heute die Friedhofskapelle.
Gottlieb Köstlin versah sein Lehramt mit großer Gewissenhaftigkeit und war darauf bedacht, seinen in einem schwierigen Alter befindlichen Zöglingen religiös-sittlichen und wissenschaftlichen Ernst zu vermitteln. Seine prominenten Schüler sind der Dichter Eduard Mörike, „Freund des Ästhetischen, den trockenen Studien abhold“, so Köstlin, mit seinen Freunden Wilhelm Hartlaub (1804–1885) und Johannes Mährlen, der Theologe Johann Tobias Beck, der Theologe Matthias Schneckenburger, der Altphilologe Wilhelm Siegmund Teuffel, der Orientalist Rudolf von Roth und der Historiker Julius Weizsäcker. Köstlin galt als Koryphäe auf dem Gebiet der Orientalistik bzw. des Alten Testaments, doch hat er nur eine Abhandlung veröffentlicht, im Uracher Seminarprogramm von 1846: De immortalitatis spe, quae in Libro Jobi apparere dicitur (Von der Hoffnung auf Unsterblichkeit im Buche Hiob). Auch die beigefügte Seminargeschichte, Nachrichten über das K.[önigliche] Seminar in Urach, stammt aus seiner Feder.